# Pierrot og Pierette
Pierrot og Pierette er en dansk stumfilm fra 1908 produceret af Nordisk Films Kompagni og instrueret af Viggo Larsen.
Filmen havde dansk biografpremiere den 1. januar 1908 i Kinografen. 

## Medvirkende
- Clara Nebelong som Pierette
- Birger von Cotta-Schønberg som Pierrot
- Viggo Larsen
- Gustav Lund